# Лупан Андрій Павлович
Андрій Павлович Лупан (15 лютого 1912, село Мігулени Бессарабської губернії, тепер село Міхулень, Молдова — 24 серпня 1992, місто Кишинів, Молдова) — радянський молдавський письменник, голова Верховної Ради Молдавської РСР. Депутат Верховної Ради Молдавської РСР 2—5-го і 6—7-го скликань. Депутат Верховної ради СРСР 4—5-го скликань. Герой Соціалістичної Праці (15.02.1982). Академік Академії наук Молдавської РСР (з 1961 року).

## Життєпис
Народився в селянській родині.
Друкуватися почав у 1932 році під псевдонімами Л. Андріу та А. Кудрік. Дебютував із віршем «Біографія» на сторінках газети «Бухарест».
У 1930-ті роки брав участь в прокомуністичному русі, вступив до лав підпільної Румунської комуністичної партії (в 1933 році) і Спілки комуністичної молоді. Був секретарем Бессарабського обласного комітету Блоку захисту демократичних свобод.
У 1941 році вступив на агрономічний факультет Кишинівського сільськогосподарського інституту. Під час німецько-радянської війни працював на військовому будівництві, перебував в евакуації, виступав як прорадянський публіцист, підтримував боротьбу проти німецької та румунської влади. Закінчив Фрунзенський сільськогосподарський інститут Киргизької РСР.
У 1945—1946 роках — науковий співробітник Молдавського науково-дослідного інституту виноробства і виноградарства.
З 1946 року — завідувач відділу редакції газети в Молдавській РСР.
У 1946—1961 роках — голова правління Спілки письменників Молдавської РСР.
Член КПРС з 1956 року.
У 1959—1971 роках — секретар Спілки письменників СРСР.
3 квітня 1963 — 11 квітня 1967 року — голова Верховної Ради Молдавської РСР.
Перша збірка «Вірші» опублікована в 1947; автор писав про життя молдавського села, про події воєнних років. Потім вийшли збірки: «Вступ до балади» (1954), «Майстер-творець» (1958), «Брат землі» (1959), «Закон гостинності» (1966) та інші. П'єса «Світло» (1948) присвячена подіям періоду колективізації молдавського села. Був автором нарисів та літературно-критичних статей.
Переклав на молдавську мову твори Т. Шевченка, Янки Купала, О. Пушкіна, М. Лермонтова, М. Некрасова, В. Маяковського, О. Твардовського та інших.
З його ініціативи було створено театр «Лучаферул». Лупан був одним із засновників Алеї класиків у Кишинівському парку імені Пушкіна.
Указом Президії Верховної Ради СРСР від 15 лютого 1982 року за великі заслуги у розвитку радянської літератури, плідну громадську діяльність та у зв'язку з сімдесятиріччям від дня народження письменнику Лупану Андрію Павловичу присвоєно звання Героя Соціалістичної Праці з врученням йому ордена Леніна та золотої медалі «Серп і Молот».
Помер 24 серпня 1992 року в місті Кишиневі. Похований на Вірменському цвинтарі Кишинева.

## Основні твори
- Хаз ши неказ. Кишинэу, 1957.
- Лицом к лицу. Кишинёв, 1957.
- Версурь. Кишинэу, 1969.
- Кэрциле ши рэботул анилор. Кишинэу, 1969.
- Ноша своя. Кишинёв, 1970.
- Гингурел умнеет: Рассказы. Для мл. школ. возраста. Київ: Веселка, 1978.
- Добро носящий: Стихи. Москва: Дет. лит., 1980.
- Еще о любви: Рассказы разных лет. Кишинёв: Лит. артистикэ, 1981.
- Добрый знак: Стихи. Київ: Радянський письменник, 1987.
- Стихи. Москва: Худож. лит., 1987.
- Прятки: Стихи. Кишинёв: Лит. артистикэ, 1989.

## Нагороди
- Герой Соціалістичної Праці (15.02.1982)
- два ордени Леніна (8.06.1960; 15.02.1982)
- три ордени Трудового Червоного Прапора (11.10.1949; 28.10.1967; 2.02.1972)
- медалі
- Державна премія СРСР (1975) — за цикл «Магістралі» з книги віршів «Ноша своя»
- Державна премія Молдавської РСР (1967) — за збірку поезій «Закон гостинності» (1966)
- народний письменник Молдавської РСР (1982)